# Baureihe VT 98
Baureihe VT 98 – wagon silnikowy produkowany w latach 1955–1962 dla kolei zachodnioniemieckich. Zostało wyprodukowanych 329 wagonów, do prowadzenia pociągów osobowych na liniach lokalnych zamiast lokomotyw parowych. Wagon posiadał dodatkowo wagony doczepne i sterownicze. Zachowane wagony są eksploatowane przez prywatne stowarzyszenia. Niektóre wagony eksploatowane były w Austrii.

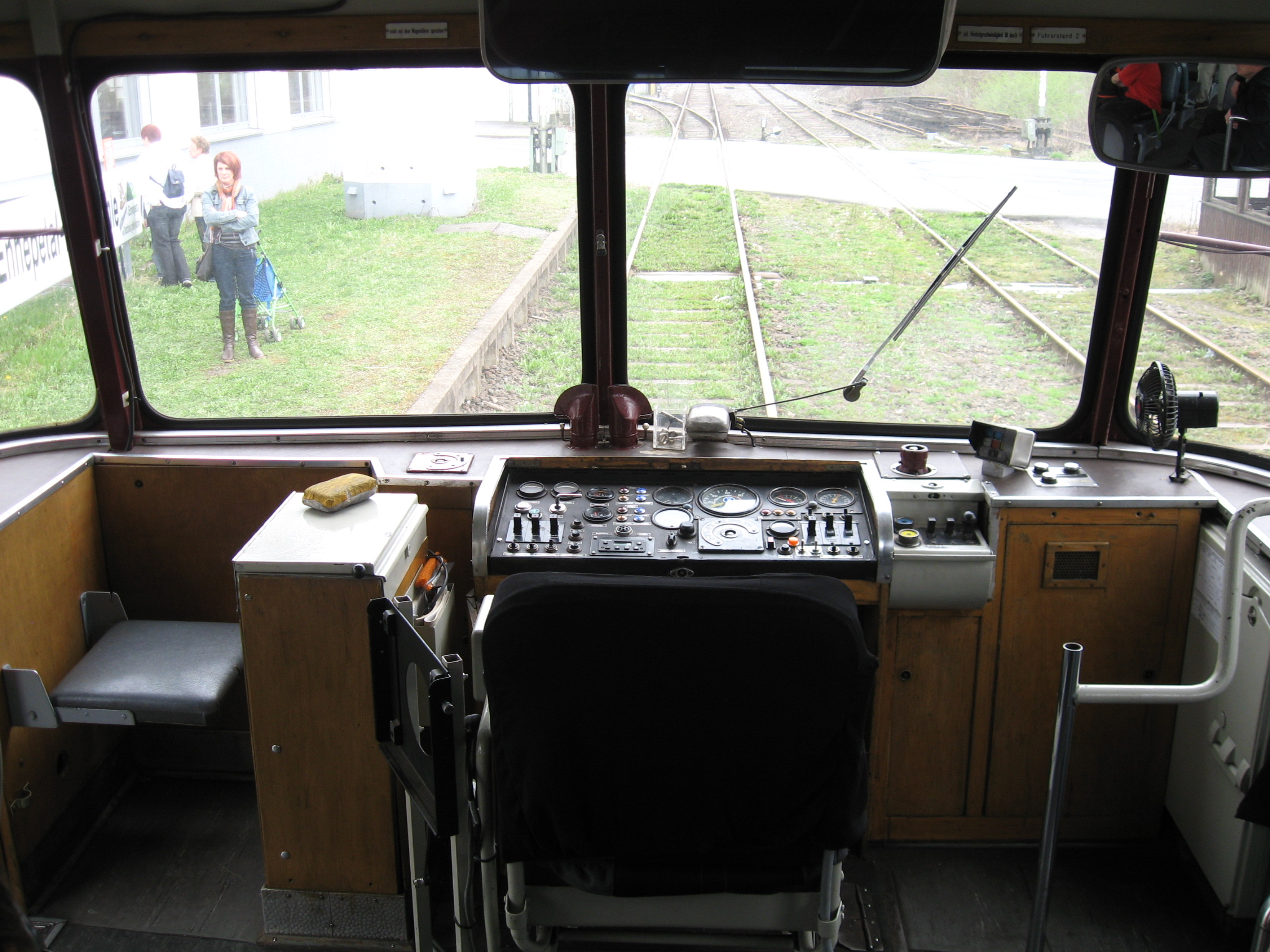
Stanowisko maszynisty
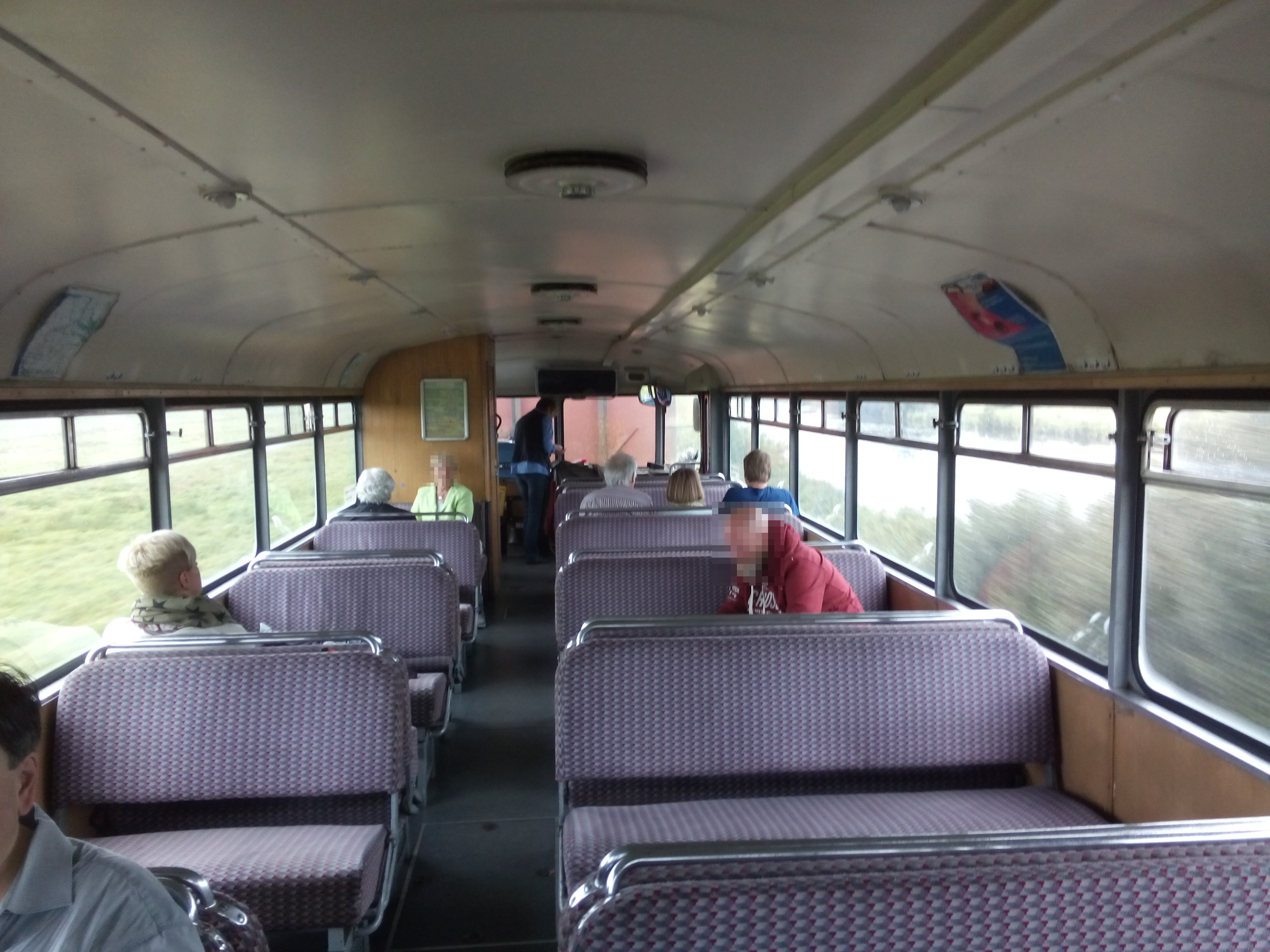
Wnętrze